# WEC 51
WEC 51: Aldo vs. Gamburyan é um evento de MMA ocorrido dia 30 de setembro de 2010 no 1stBank Center em Broomfield, Colorado. Este foi o primeiro evento da organização ocorrido no estado de Colorado.